# Razmik Unanián
Razmik Unanián –en ruso, Размик Унанян– (5 de febrero de 1994) es un deportista ruso que compitió en halterofilia. Ganó una medalla de bronce en el Campeonato Europeo de Halterofilia de 2014, en la categoría de 77 kg.

## Palmarés internacional
| Campeonato Europeo | Campeonato Europeo | Campeonato Europeo | Campeonato Europeo |
| Año                | Lugar              | Medalla            | Categoría          |
| ------------------ | ------------------ | ------------------ | ------------------ |
| 2014               | Tel Aviv (Israel)  | Medalla de bronce  | 77 kg              |